# ماریا شریفوویچ
ماریا شریفوویچ ((به صربی: Марија Шерифовић)، متولد ۱۴ نوامبر ۱۹۸۴) یک خواننده صربی است. وی با آهنگ مولیتوا در یوروویژن ۲۰۰۷ برنده شد.